# Кошелев, Владимир Аркадьевич
Владимир Аркадьевич Кошелев (24 января 1938 — 5 июня 2012) — советский артист балета, педагог, заслуженный артист РСФСР (1976), солист Большого театра СССР.

## Биография
Родился в артистической семье. В 1956 г. окончил Московское хореографическое училище (педагог Н. И. Тарасов). Заслуженный артист РСФСР (1976).
- 1956—1978 гг. — солист Большого театра СССР, где первый исполнитель партий: Ливио Савелли («Ванина Ванини», балетмейстеры Н. Д. Касаткина, В. Ю. Василёв), Геолог («Героическая поэма», балетмейстеры Н. Д. Касаткина, В. Ю. Василёв), Пастух («Спартак», балетмейстер Ю. Н. Григорович), Шут («Лебединое озеро», балетмейстер Ю. Н. Григорович), Скоморох («Иван Грозный», балетмейстер Ю. Н. Григорович),
- 1978—1989 гг. — преподает классический танец в Московском государственном академическом училище,
- 1990—1992 гг. — педагог-репетитор Московского театра «Классики хореографии» под руководством А. А. Прокофьева.

С 1992 г. — педагог-репетитор театра «Кремлёвский балет».
Урна с прахом захоронена в родственной нише  секции 33б закрытого колумбария Ваганьковского кладбища города Москвы.

## Театральные работы
- Солист («Танцевальная сюита» на музыку Д. Шостаковича в постановке А. Варламова)
- Учитель танцев («Золушка» С. Прокофьева в постановке Р. Захарова)
- Шут («Медный всадник» Р. Глиэра в постановке Р. Захарова)
- Карен («Гаянэ» А. Хачатуряна, хореография В. Вайнонена, режиссёр Э. Каплан)
- Шут («Лебединое озеро», хореография А. Горского, М. Петипа, Л. Иванова, А. Мессерера)
- Парубок («Лесная песня» Г. Жуковского в постановке О. Тарасовой и А. Лапаури)
- Адъютант («Подпоручик Киже» на музыку С. Прокофьева в постановке А. Лапаури и О. Тарасовой)
- Шут («Ромео и Джульетта» С. Прокофьева, хореография Л. Лавровского)
- Безработный актёр («Ночной город» на музыку Б. Бартока, хореография Л. Лавровского)
- Солист /Па де де/ («Жизель» А. Адана, хореография Ж. Перро, Ж. Коралли, М. И. Петипа в редакции Л. Лавровского)
- Пан (хореографическая картина «Вальпургиева ночь» в опере «Фауст» Ш. Гуно, хореография Л. Лавровского)
- Кот в сапогах, Голубая птица («Спящая красавица» П. Чайковского, хореография М. Петипа в редакции Ю. Григоровича)
- Шут («Легенда о любви» А. Меликова, хореография Ю. Григоровича)
- Арлекин («Щелкунчик» П.Чайковского в постановке Ю.Григоровича)